# 에히메현 미술관
에히메현 미술관(愛媛県美術館)은 일본 에히메현 마쓰야마시 호리노우치에 있는 미술관이다. 1998년에 개관. 전신은 1970년 개관한 에히메 현립 미술관(愛媛県立美術館)이다.'